# عنتر وأبلة (مسرحية)
عنتر وأبلة، مسرحية قطرية كوميدية من تأليف وإخراج غانم السليطي ومن إنتاجه عام 1986.. أما الإخراج التلفزيوني فكان من عمل إبراهيم الصباغ.

## قصة المسرحية
تدور أحداث المسرحية حول عنتر، الذي يريد ان يعرف كيف أصبح ابن عمه يوسف ثرياً، على الرغم من انهم كانوا يعيشون معاً في بيت واحد، فيلجأ إلى الحيل بمساعدة أحد الموظفين في شركة يوسف، حتى يكتشف السر، فيتفاجئ ان ابن عمه يعمل مهرج في الحفلات الليلة لدى كبار التجار.

## طاقم العمل
- غانم السليطي
- عبد العزيز الجاسم
- مظهر أبو النجا
- هدية سعيد
- هلال محمد
- عبد الله غيفان
- سعد بخيت
- عبد الله الحمادي
- محمد مفتاح
- محمد عطية
- بورسلي
- محمد احمد
- عبيد المطروشي
- محمد خير الدين